# Цурута, Джамбо
Томо́ми «То́мми» Цуру́та (яп. 鶴田 友美, 25 марта 1951, Хигасияманаси, Яманаси — 13 мая 2000, Филиппины), более известный под своим именем Джа́мбо Цуру́та (яп. ジャンボ鶴田), — японский рестлер, который большую часть своей карьеры выступал в All Japan Pro Wrestling (AJPW).
Он известен тем, что стал первым в истории чемпионом Тройной короны в тяжёлом весе, выиграв титулы чемпиона мира PWF в тяжёлом весе, объединённого национального чемпиона NWA и международного чемпиона NWA в тяжёлом весе, и объединив эти три титула. Он также известен тем, что вместе с Ёсиаки Яцу стал командным чемпионом мира, выиграв титулы международного командного чемпиона NWA и командного чемпиона PWF и объединив эти два титула.

## Ранняя жизнь
Цурута занимался многими видами спорта, такими как плавание, баскетбол и сумо, когда учился в старшей школе Хикава в Яманаси, в одноимённой префектуре.

## Карьера в борьбе
Во время учёбы в университете Тюо он начал карьеру борца. В 1971 и 1972 годах он выиграл Всеяпонский чемпионат по борьбе в вольном и греко-римском стилях как супертяжеловес (в то время — это неограниченная категория для тех, кто весил более 100 кг). Он также участвовал в летних Олимпийских играх 1972 года в Мюнхене. Он закончил Олимпийский турнир по греко-римской борьбе без побед.

## Карьера в рестлинге
Привлечённый промоутером AJPW Гигантом Бабой, он был отправлен в местный промоушен Амарилло, Техас, США, чтобы стать рестлером под руководством Дори Фанка-младшего. Известный как Томми Цурута, он работал в нескольких крупных территориях NWA, включая Детройт, Сент-Луис, Флориду и Западный Техас. Он был одним из первых японских рестлеров, за которых болела американская публика, благодаря его трудолюбию и борцовским способностям. Имя «Джамбо» было дано ему на конкурсе фанатов в Японии, чтобы заменить его имя, которое считалось слишком женским. 23 февраля 1984 года в Токио он победил Ника Боквинкеля и завоевал титул чемпиона мира AWA в тяжёлом весе. Он проиграл титул Рику Мартелу 13 мая 1984 года в Сент-Поле, Миннесота. Цурута и Ёсиаки Яцу стали первыми командным чемпионом мира 10 июня 1988 года.
За свою 26-летнюю карьеру он провёл 3329 матчей. Среди его самых известных противников — Стэн Хэнсен, Билли Робинсон, Разрушитель, Брюзер Броуди, Гэнъитиро Тэнрю, Абдулла Мясник, Терри Фанк, Дори Фанк-младший, Мицухару Мисава, Харли Рейс, Верн Ганье, Рик Мартел, Рики Тёсю, Джек Бриско, Рик Флэр и Ник Боквинкель. Цурута стал первым в истории чемпионом Тройной короны в тяжёлом весе победив Стэна Хэнсена 18 апреля 1989 года в Токио.
В 1992 году он завершил октябрьский тур Giant Series, после чего исчез из компании почти на год из-за гепатита C. До конца своей карьеры он участвовал в основном в комических (то есть выставочных) матчах команд из шести человек; он часто выступал в команде с Бабой и старым соперником Рашером Кимурой в матчах против команд, в которые входили Масанобу Фути, Харука Эйгэн и другие старожилы. Он объявил о своём уходе с ринга 20 февраля 1999 года и провёл прощальную церемонию 6 марта 1999 года.

## Конец карьеры и смерть
Через четыре дня после выхода Цуруты на пенсию он с семьёй переехал в США, чтобы стать приглашённым исследователем в Портлендском университете в штате Орегон. Цурута имел степень бакалавра в области политологии и получил степень магистра в области тренерского дела в 1997 году, позже став по совместительству инструктором по физической культуре в своём родном университете.
Однако его здоровье ухудшилось, так как у него был диагностирован гепатит B, который со временем перешёл в полномасштабный рак печени, а также цирроз печени, и к концу года он вернулся в Японию. Из-за строгих законов о донорстве органов в Японии, согласно которым донорами могут быть только родственники с подходящей группой крови, Цурута был вынужден попытаться найти донора в другом месте. В апреле 2000 года он отправился в Австралию в поисках донора печени, а через два месяца донор был найден в Маниле на Филиппинах. Цурута перенёс операцию 13 мая, но во время пересадки печени у него началось неконтролируемое кровотечение, и он умер в Национальном институте почек и трансплантации в Кесон-Сити, Филиппины, 13 мая 2000 года от осложнений после пересадки печени в возрасте 49 лет.